# Oranžna
Oranžna je barva svetlobe z valovno dolžino 560–590 nm ali mešanica rdeče in rumene svetlobe, ki sta različno močni.
Oranžna je ena od sekundarnih barv.